# Iisalmi
Iisalmi (szw. Idensalmi) – miasto w Finlandii w regionie Pohjois-Savo (do 2010 w prowincji Finlandia Wschodnia).

## Sport
- Iisalmen Peli-Karhut (IPK) – klub hokeja na lodzie

## Współpraca
- Notodden, Norwegia
- Pécel, Węgry
- Nyköping, Szwecja
- Lüneburg, Niemcy
- Nykøbing Falster, Dania
- Kiriszy, Rosja
- Võru, Estonia